# Bertram Williams
Bertram Williams (n. 18 decembrie 1876, Bridgetown⁠(d), Nova Scotia, Canada – d. 24 ianuarie 1934, Pugwash⁠(d), Cumberland County⁠(d), Nova Scotia, Canada) a fost un trăgător de tir ce a reprezentat Canada, medaliat olimpic. A participat la o ediție a Jocurilor Olimpice (1908) în care a câștigat o medalie de bronz.

## Participări
Lista de mai jos prezintă principalele competiții la care a participat Bertram Williams de-a lungul carierei.
- shooting at the 1908 Summer Olympics – men's military rifle, team[*]